# Traibhumikatha

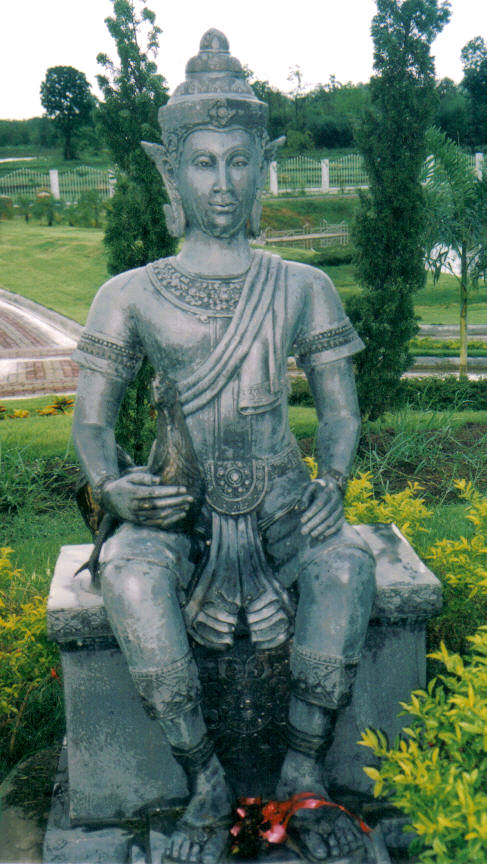
Statue des fiktiven Königs Phra Ruang

Die Traibhūmikathā (Sanskrit, „Predigt über die drei Welten“; Thai ไตรภูมิกถา Traiphumikatha), später bekannt unter seinem thailändischen Namen Trai Phum Phra Ruang (Thai ไตรภูมิพระร่วง, „Die Drei Welten nach König Ruang“) ist eine kosmologische Abhandlung der Thai aus dem 14. Jahrhundert. Es ist eines der ältesten überlieferten Werke der thailändischen Literatur. Es handelt sich dabei um eine Darstellung des Universums, das nach der damaligen Vorstellung der Theravada-buddhistischen Thai aus drei verschiedenen „Welten“ oder Ebenen der Existenz besteht und deren jeweiligen teils mythischen Bewohnern und Geschöpfen. Die Entstehung wird etwa auf das Jahr 1345 datiert, die Autorenschaft wird traditionell dem damaligen designierten Thronfolger und späteren König Li Thai von Sukhothai zugeschrieben.

## Geschichte
Im Jahre 1340 war der berühmte König Ramkhamhaeng (dem die „Erfindung“ der thailändischen Schrift zugeschrieben wird) bereits 40 Jahre tot. Herrscher über das Reich von Sukhothai war sein Sohn Loe Thai. Li Thai, der Enkel von Ramkhamhaeng, Sohn von Loe Thai, war zu dieser Zeit als Vizekönig in Si Satchanalai eingesetzt.
Si Satchanalai liegt 55 km nördlich von Sukhothai, beide Städte bildeten das Zentrum des Sukhothai-Reiches, eines Reiches, welches die buddhistische Lehre (Dharma) zu seiner Maxime erhoben hatte. 
Li Thai (in Thai ลิไท, auch Phaya Lithai (พญาลิไท), genannt) bereitete sich hier auf seine Rolle als König vor: die Thronfolge bestimmte, dass er der Nachfolger seines Vaters Loe Thai sein sollte. Während seines siebenjährigen Aufenthalts in Si Satchanalai umgab sich Li Thai mit einer Gruppe von gelehrten Mönchen und alten buddhistischen Schriften. Gestützt auf diesen Fundus alten Wissens schuf er eines der größten Meisterwerke traditioneller thailändischer Literatur: Traibhumikatha, „Die Drei Welten“.

## Inhalt
Die Drei Welten, das sind die Welt der Sinnlichkeit (Kamaphum), die Welt der reinen Form (Rupaphum) und die Welt der Nicht-Form (Arupaphum). Es ist gleichzeitig eine Beschreibung des Konzepts der Wiedergeburt: drei aufeinander aufbauenden Hauptebenen, bestehend aus insgesamt 31 Regionen der Existenz. Die Achse in der Mitte ist der Berg Meru.
- In der ersten Welt befinden sich die acht Höllen, darüber die Region der Tiere, der Hungrigen Geister, der Asura-Dämonen, die Region der Menschen und zuoberst die 6 unteren Himmel der Devata. Hier gibt es zuunterst die Welt der 4 Wächter-Könige, darüber liegt „Indras Himmel“, auch Tavatimsa-Himmel oder sogar „Welt der 33 Götter“ genannt.
- Die zweite Welt besteht aus 16 nach oben hin immer erhabeneren metaphysischen Ebenen, hier leben begierdelose Gottheiten in feinstofflichen Körpern.
- Die dritte Welt schließlich hat vier Regionen, deren Bewohner keinerlei äußerer materieller Form unterliegen und jahrtausendelang in Meditation versunken sind.
- Jenseits dieser Zonen liegt das Nirwana, das nicht beschrieben werden kann, da es sich dem menschlichen Begriffsvermögen entzieht.

Zwei der Zonen waren wohl von besonderem Interesse für Li Thai: die fünfte, bestehend aus vier großen Kontinenten, auf denen Menschen leben, und die siebente Ebene: der Tāvatiṃsa-Himmel der dreiunddreißig Devas.

## Wirkung
Beide Regionen wurden von Königen regiert, die noch Jahrhunderte später als Vorbild dienten für Südostasiens Theravada-Herrscher. So wie Indra, dessen Palast auf der allerhöchsten Spitze des Berges Meru lag, bauten die Könige ihre Paläste als symbolisches Zentrum ihrer Königreiche. Das Bangkok des 20. Jahrhunderts trägt in seinem offiziellen Namen zweimal den Namen Indras; der Erawan, der 33-köpfige Elefant, Indras traditionelles Reittier, ist ein vorherrschendes Emblem über den Eingängen von Bangkoks offiziellen Gebäuden.
Die Drei Welten und ihre Bewohner finden ihre Entsprechung in der thailändischen buddhistischen Architektur, sowohl verkörpert in den verschiedenen physikalischen Ebenen der glockenförmigen Chedi als auch in dem von den Khmer beeinflussten Prang. Beide sind als typische Bestandteile in vielen thailändischen Tempeln (Wat) zu finden.
Trotz der Komplexität des Traiphum ist doch jeder thailändische Dorfbewohner damit vertraut, sei es in seiner architektonischen Manifestation oder als Thema der Wandmalereien, die traditionell auf der westlichen Wand der buddhistischen Versammlungshallen, der Viharn, zu finden sind.
Während König Rama I. (reg. 1782–1809) noch die Abfassung einer neuen Ausgabe des Traiphum gefördert hatte, zogen König Rama IV. (Mongkut; reg. 1851–68) und die Mönche des von ihm begründeten Thammayut-Ordens die Gültigkeit dieser Kosmologie in Zweifel. Sie hinterfragten alle Lehren, die nicht auf den Buddha (Siddharta Gautama) selbst zurückzuführen sind und waren insbesondere bestrebt, den Buddhismus mit moderner Wissenschaft in Einklang zu bringen. Die Aussagen des Traiphum stehen, wenn man sie wörtlich nimmt und nicht als Allegorie versteht, in offensichtlichem Widerspruch zu wissenschaftlichen Erkenntnissen.